# 前車
前車（ぜんしゃ、英語：limber）は大砲の架尾や砲弾車（caisson、ケーソン）・鍛冶車の後部を支えて、牽引を容易にするため2輪の荷車。

## 19世紀以前

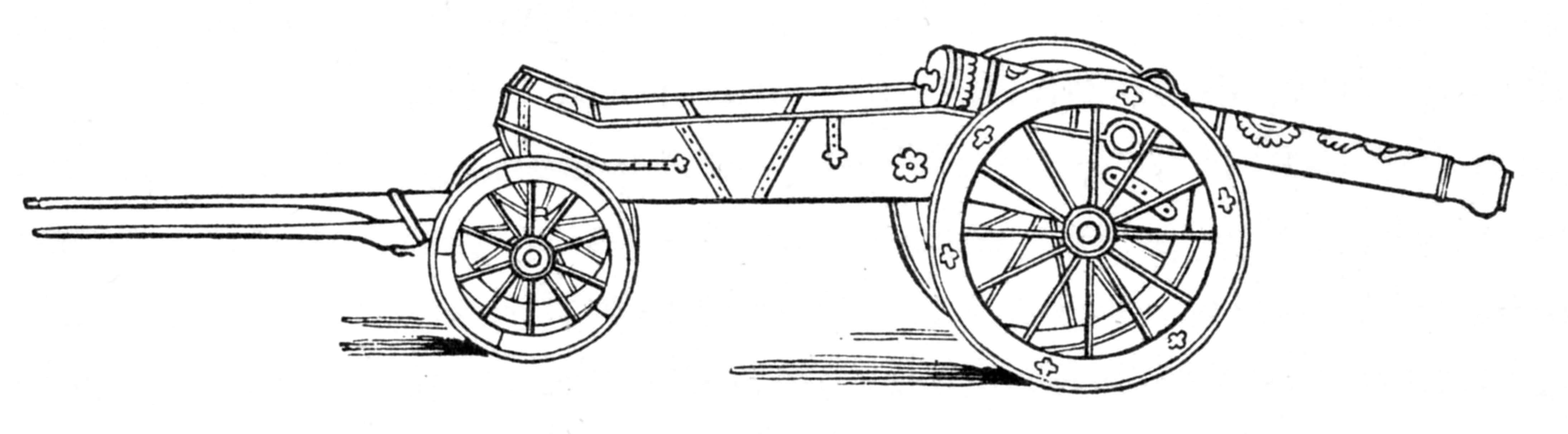
前車（左）と大砲、19世紀以前

大砲の砲耳が開発され、2つの車輪と砲脚を持つ砲架に載せられるようになると、その移動を容易にするために前車が考案された。前車は簡単な2輪の荷車（cart）で、縦向きに軸棒が取り付けられていた。大砲の架尾には軸棒に合う穴が開けられており、牽引する際には架尾を持ち上げ、この穴を前車の軸棒に差しこむようにする。前車には馬（輓馬）または他の輓獣動物が、1列縦隊で取り付けられた。19世紀以前の前車は弾薬類を運ぶようには作られておらず、しばしば砲脚の隙間に弾薬箱が置かれた。

## 19世紀

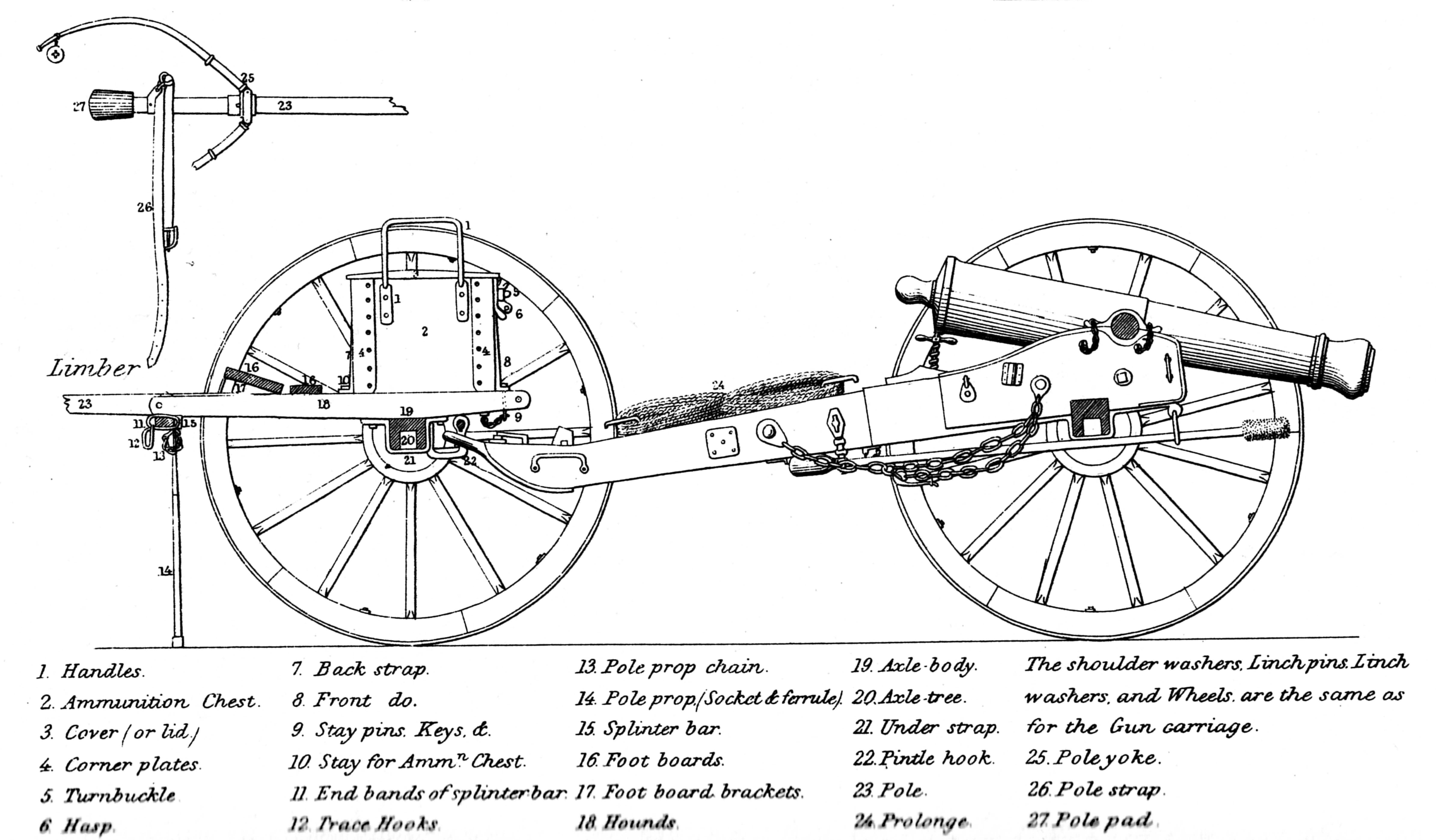
前車（左）と野砲、1864年頃（側面図）

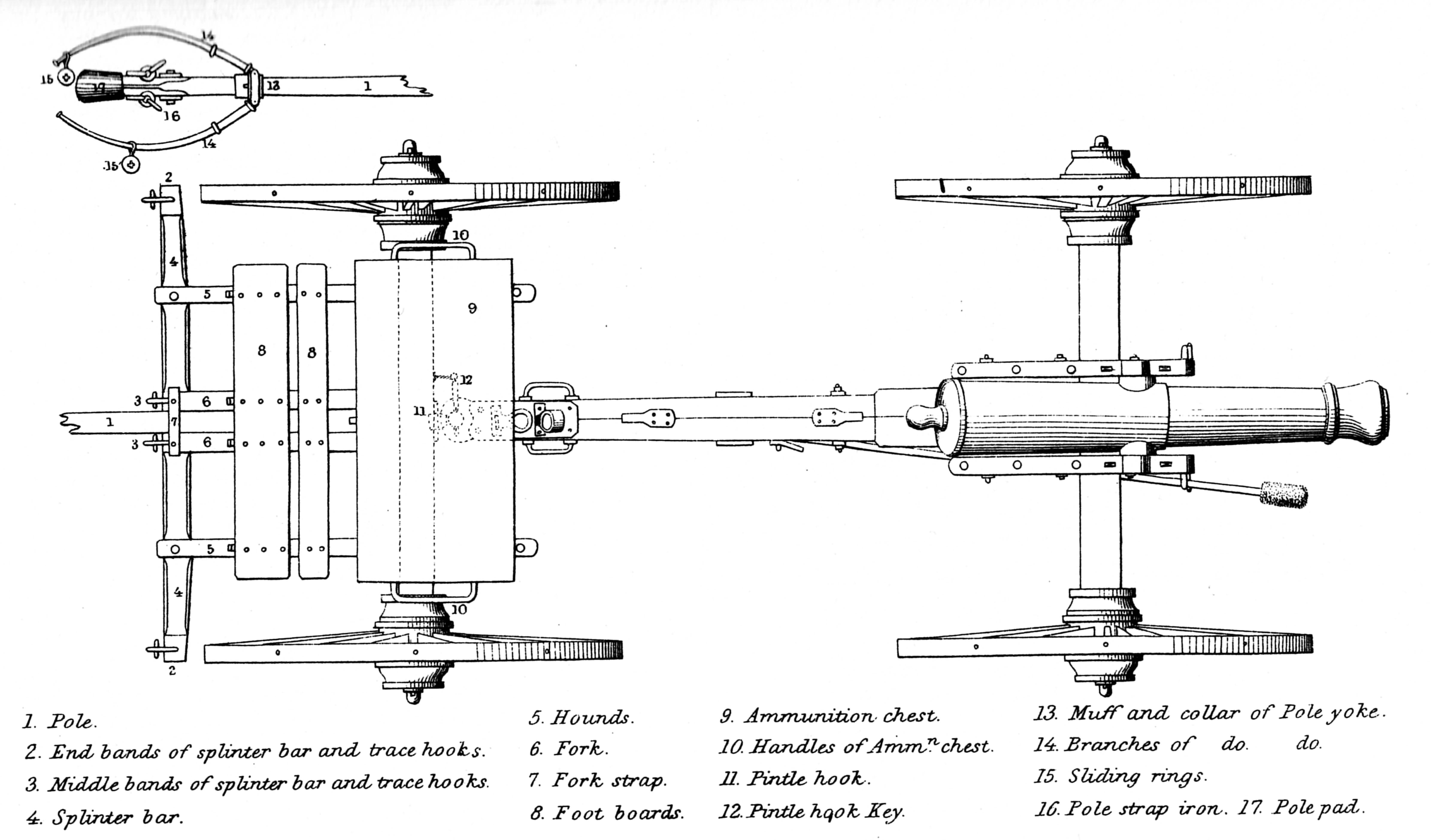
前車（左）と野砲、1864年頃（上面図）

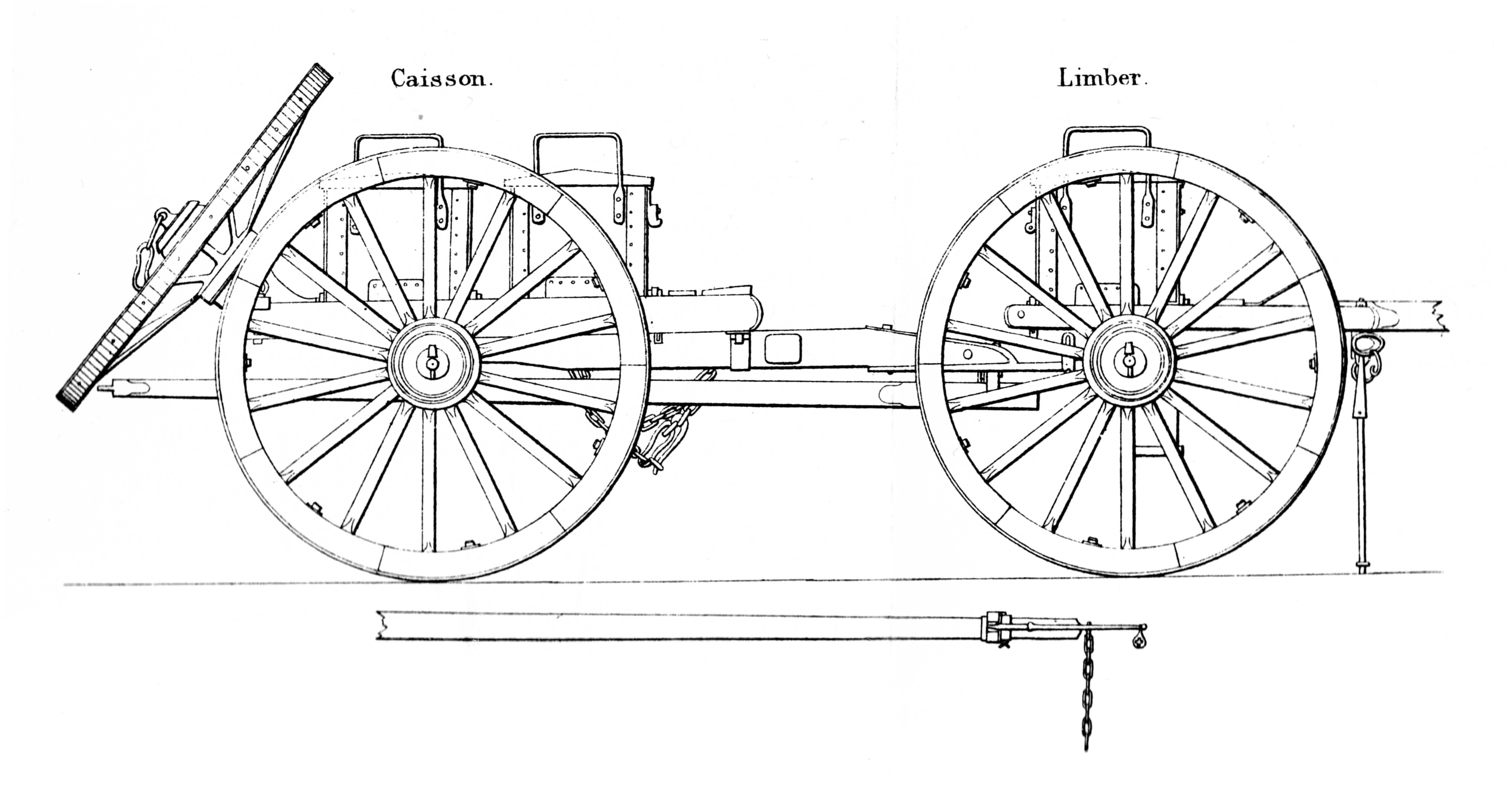
砲弾車（caisson、左）と前車、1863年頃

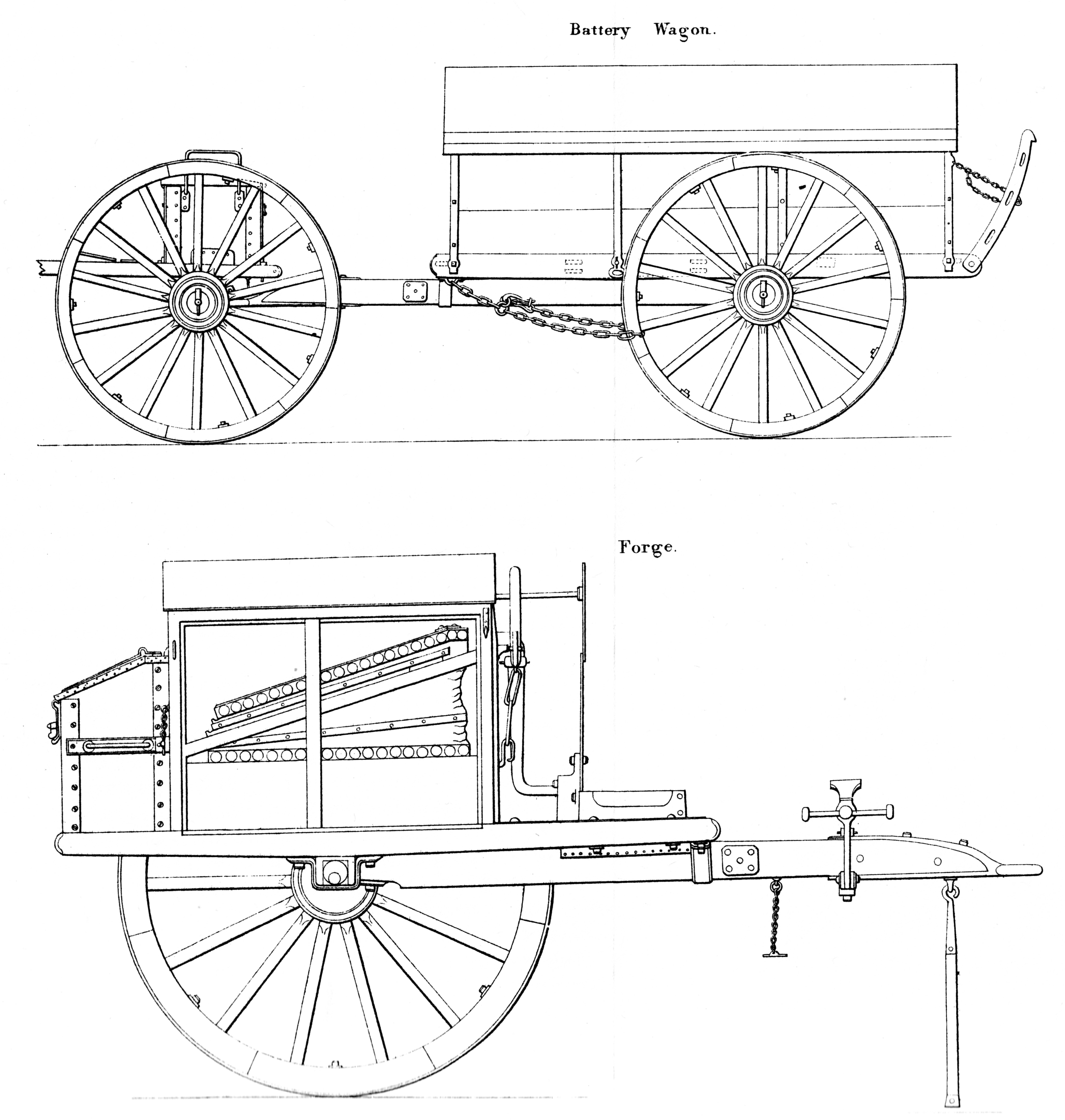
砲兵馬車（上）と鍛冶車、1863年頃。砲兵馬車は前車に取り付けられている

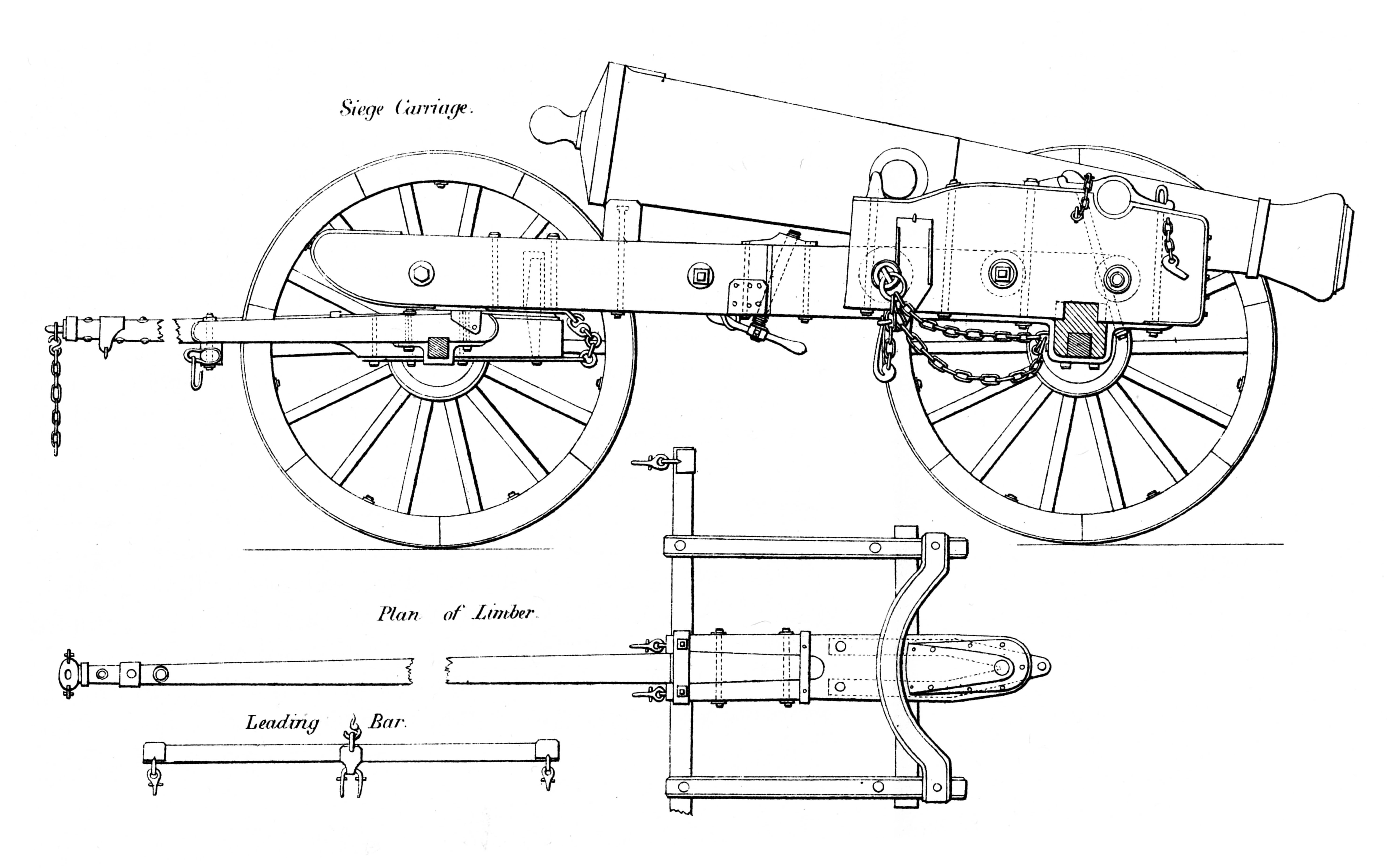
前車（左）と攻城砲、1863年頃

19世紀になると、新しい前車がイギリスで開発された。続いてフランスで採用され、さらにフランスを通じてアメリカでもコピーされた。それ以前の前車とは違い、馬を並列で繋ぐことができ、また弾薬箱を搭載できた。
典型的な野砲用の前車は、大砲の車輪と同径の2輪カートで、後部には架尾取り付け用の軸棒があり、前部中央には馬を繋ぐための長い牽引棒が突き出ていた。砲脚の後部にはルネットと呼ばれる鉄製の架尾鐶があった。移動の際には、ルネットを前車の軸棒のフックに引っ掛ける（現代のトレーラーの連結器に似ている）。軸棒に固定ピンを差し込んで、連結が外れないようにした。野砲の場合は、通常6頭の馬で牽引し、4頭が最低限必要と考えられていた。馬は前車の中央牽引棒に2頭ずつ並列して繋がれ、御者はそれぞれ左側の馬に乗り（従って6頭立てなら、御者は3人）、左右両側の馬の手綱をあやつった。
輓馬は二頭ずつ三列に並び，前から前馬・中馬・後馬と云う。御者が乗る左の馬を服馬といい，右の馬を参馬と云う。服馬は手綱と拍車で操り，参馬は参馬鞭（さんばべん）で操る。御者長が乗るのは後馬であり，後馬服馬は最大最強の重輓馬が選ばれる。
弾薬箱は固定ではなく積み下ろしができた。収納できる弾数は、砲の大きさによって違うが、12ポンドナポレオン砲の前車の弾薬箱には、28発が収納できた。弾薬箱の蓋は、火花などで中の弾薬に引火しないように、銅のシートで覆われていた。
大砲に加え、前車にはケーソン（砲弾車）も取り付けられた。ケーソンも前車と同径の2輪車で、弾薬箱を2個と予備車輪を搭載し、予備の牽引棒を下部に吊り下げていた。大砲1門につき1台のケーソンを用意した。従って、大砲1門に付き弾薬箱は4箱となる（大砲前車に1箱、ケーソンに2箱、ケーソン前車に1箱）。移動速度を上げるときには、砲兵が前車およびケーソンの弾薬箱の上に座わることもあったが、牽引重量が増える分だけ馬も疲れてしまう。このため、砲兵は通常は徒歩で移動した。騎馬砲兵は例外であり、輓馬にも鞍がつけられ、砲兵全員が騎乗した。
戦闘中は、大砲用の前車は大砲の6ヤード後方に置かれた。土地の形状によっては、ケーソンおよびその前車は火線のさらに後方、できれば尾根のような自然障害物の後方に置かれた。
砲撃を実施する際には、まず大砲前車の弾薬箱の砲弾を使用する。大砲前車弾薬箱の砲弾を撃ちつくしたら、後方にあるケーソン前車を大砲近くに移動させる。この間に大砲前車は後方のケーソンの位置まで一旦下がり、空の弾薬箱を降ろして、代わりにケーソンの弾薬箱を前車に積み替えた。12ポンドナポレオン砲の場合、満杯の弾薬箱の重量は650ポンドであり、持ち上げることは難しかったため、前車とケーソンを連結し弾薬箱を前方に押し出して前車に移動させた。新しい弾薬箱を積んだ前車は、再び前進して大砲の近くに戻り、砲弾を供給した。
前車の第一目的は、大砲およびケーソンの牽引補助であったが、砲兵馬車や鍛冶車を牽引することもあった。砲兵馬車にはスペアパーツやペンキ等が載せられており、鍛冶車は砲兵隊の部品修理等のため鍛冶が使用した。この場合、前車の弾薬箱には大工、鞍職人、鍛冶等の工具が収められた。
攻城砲（重砲）や榴弾砲用の前車は、牽引総重量を軽くするため、野砲用とは違って弾薬箱を搭載していなかった。19世紀以前の前車と同様に、重砲用前車には車軸のやや後方に架尾連結用の軸棒があるだけであった。馬は並列で繋ぎ、6－10頭で牽引された。
南北戦争において、北軍が使用した前車の類は南軍のそれと同じであり、基本的にフランスのものと同一であった。また、他国のものも類似であった。

## 20世紀
馬が大砲の牽引を行う時代が過ぎさると、前車とケーソンの必要性も大きく低下した。トラックと砲兵トラクターが大砲を牽引するようになったが、馬に完全に取って代わるのは、第二次世界大戦終了後であった。多くの陸軍は前車を使い続けたが、これは惰性によるものと思われる。野戦砲においては、イギリスのQF 25ポンド砲は、砲弾32発を積載できるトレーラーで牽引されるため、前車は必要なかったが、それでも前車が使われる場合もあった。
M115 203mm榴弾砲のような重砲の牽引には、移動時の重量バランスを良くするために単純な前車が使用された。

## 霊柩車としてのケーソン
20世紀になって実用性は低下したが、イギリスやアメリカ合衆国では馬で柩を運ぶ霊柩馬車としての用途は伝統的に残っている。

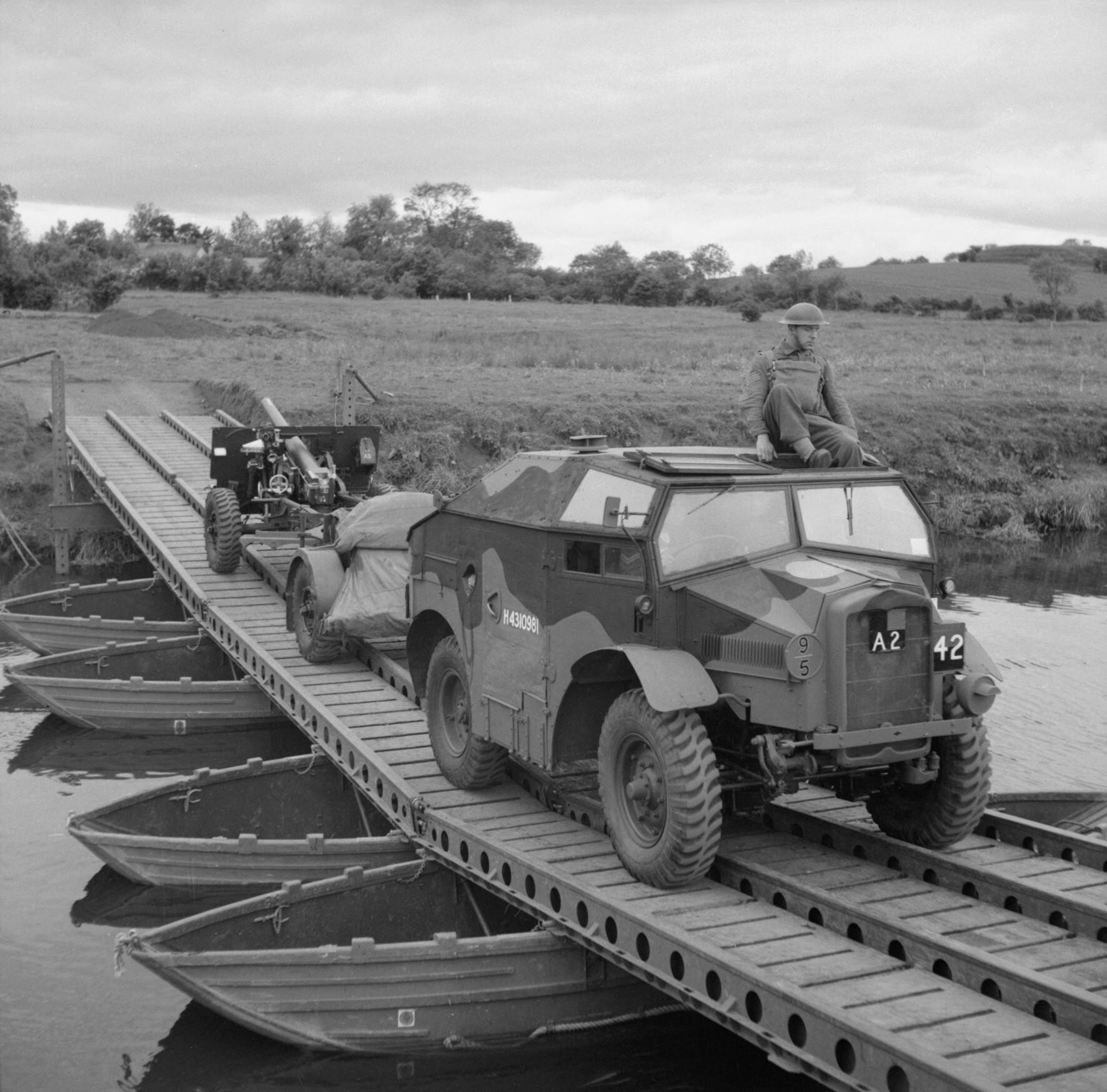
モリスC8四輪駆動トラクターで牽引されるQF 25ポンド砲と前車。
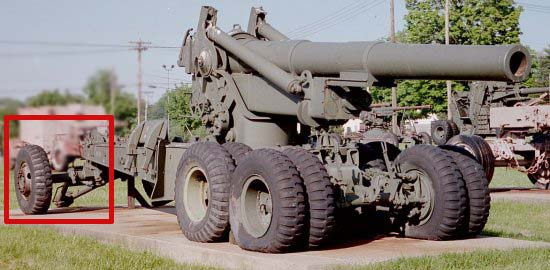
M115 203mm榴弾砲と前車（赤で囲ってある）
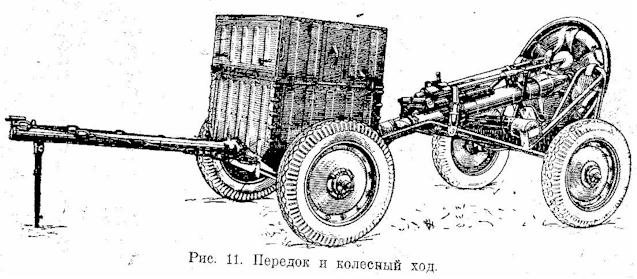
重迫撃砲用の前車のイメージ（第二次世界大戦中のソ連軍）
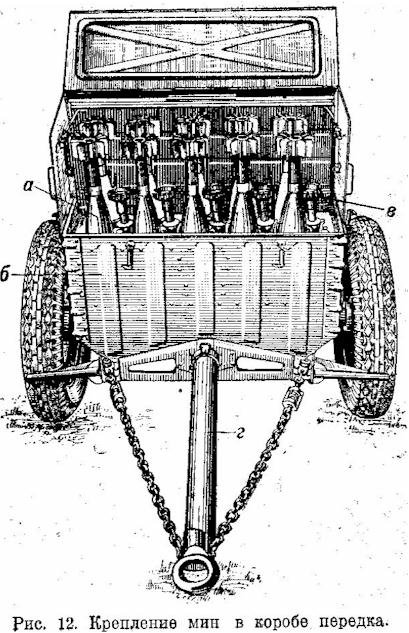
同じく前上方から見たイメージ
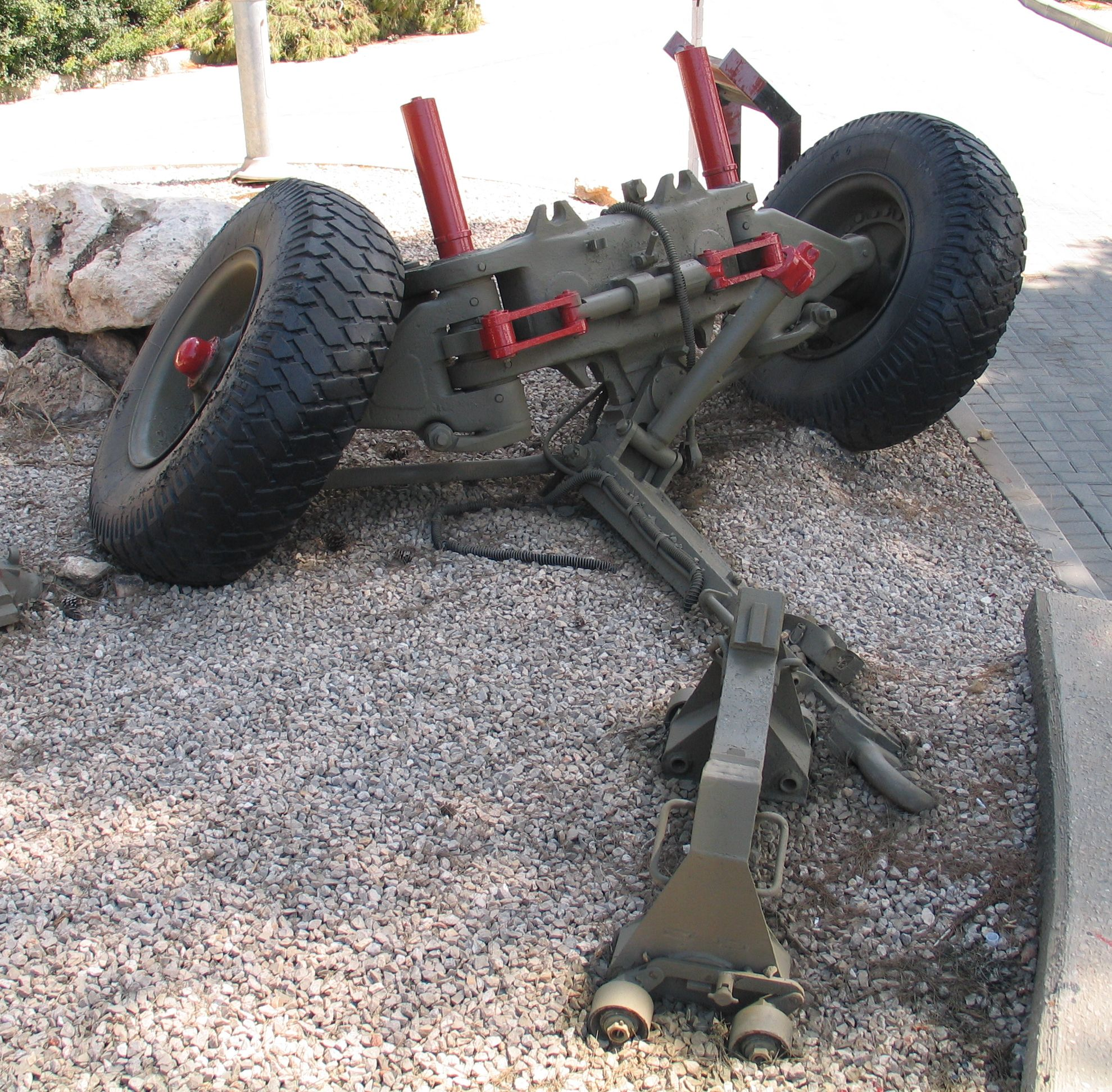
大砲を取り外した現代の前車
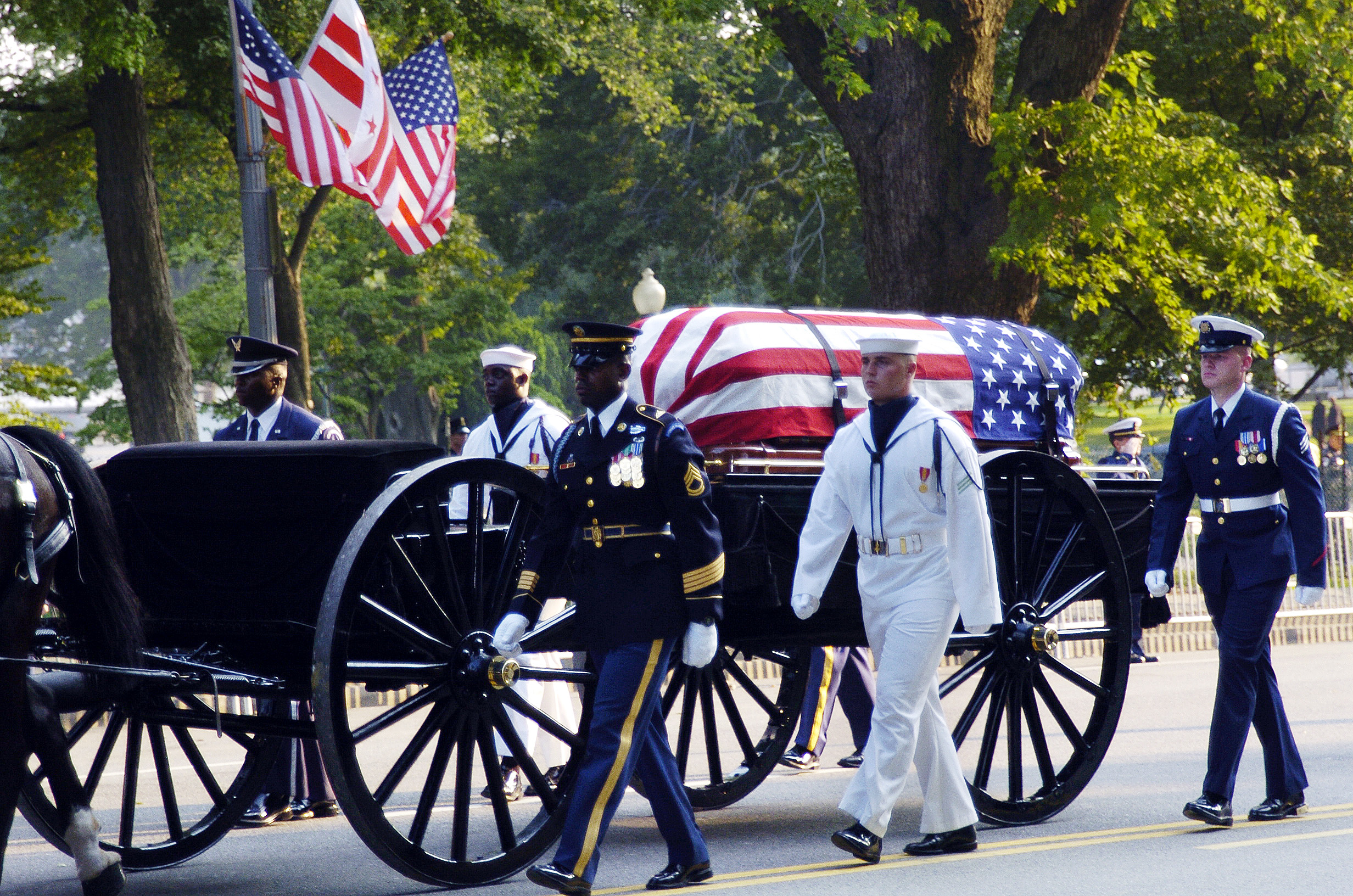
ロナルド・レーガンの棺を載せたケーソン。
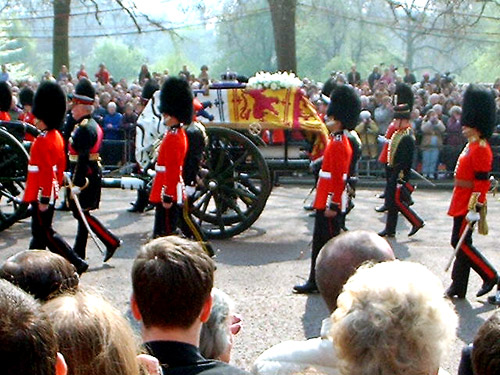
皇太后エリザベスの棺を運ぶ葬列。棺はイギリス王妃のスタンダードで覆われている
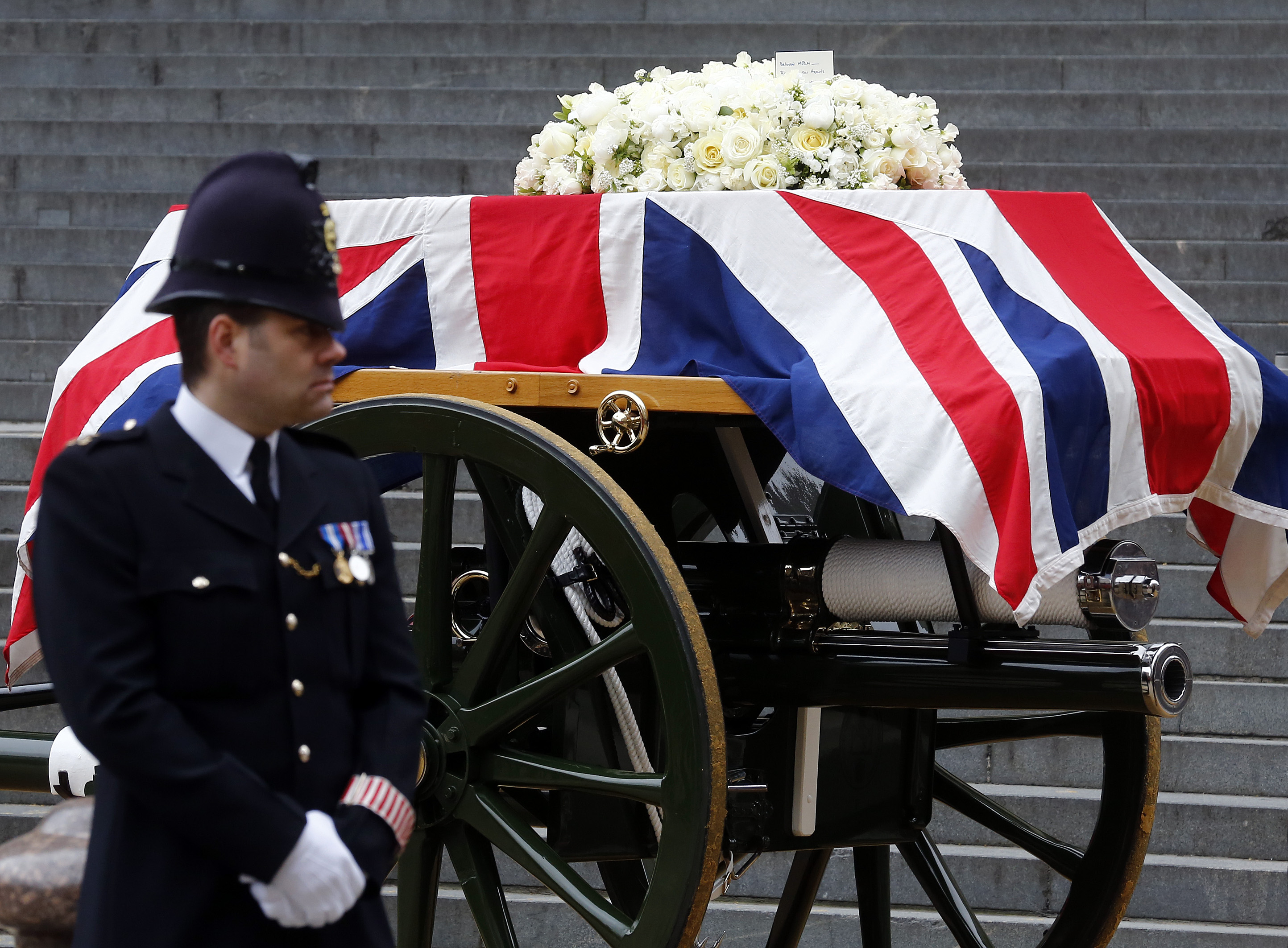
マーガレット・サッチャーの棺を載せた牽引砲（Gun Carrige）

## 参考資料
- Einhorn, David (2010), Civil War Blacksmithing: : Constructing Cannon Wheels, Traveling Forge, Knives, and Other Projects and Information, CreateSpace
- French, William H.; Barry, William F.; Hunt, H.J. (1864), Instruction for Field Artillery, New York: D. van Nostrand
- Gibbon, John (1863), The Artillerist's Manual (2nd ed.), New York: D. Van Nostrand
- Hogg, Ian V. (2002), British and American Artillery of World War Two, London: Grennhill Books
- Ripley, Warren (1984), Artillery and Ammunition of the Civil War, Charleston, S.C.: The Battery Press